# Am Wasserturm (Mönchengladbach)
Am Wasserturm ist ein Stadtteil Mönchengladbachs. Er gehört zum Stadtbezirk Nord und hatte zum Stichtag 31. Dezember 2020 4992 Einwohner.

## Kultur und Sehenswürdigkeiten
Der Wasserturm an der Viersener Straße ist das namensgebende Gebäude dieses Stadtteils.

## Medien
Es existieren lokale Anzeigenblätter wie der Extra-Tipp am Sonntag und monatlich erscheinende Stadtmagazine wie der Hindenburger, sowie der auch terrestrisch oder über Livestream im Internet zu empfangende, lokale Radiosender für die Stadt Mönchengladbach, Radio 90,1 Mönchengladbach.